# Museu de Escultura de Copán
O Museu da escultura de Copán (Museo de la escultura de Copán em espanhol) é um museu arqueológico situado no lugar de Copán, próximo de Copán Ruínas, em Honduras. O museu é uma iniciativa da Associação Copán e foi desenhado pela arquitecta hondureña Ángela Stassano.

## História
Em 1990, a Associação Copán em Honduras organizou um concurso público como o objetivo de projetar um museu dedicado à preservação do legado maia no sítio arqueológico de Copán. O projeto ganhador foi da arquitecta hondureña Ángela Stassano, quem também coordenou sua construção entre 1992 e 1994.
O museu foi concebido como um espaço semienterrado, sustentado por quatro colunas centrais que mantêm uma cobertura a 15 metros de altura e um ecrã solar interna. A entrada realiza-se através de uma simbólica boca de uma serpente num túnel baixo terra de 50 metros de longo. Em seu espaço central inclui-se uma réplica completa do Templo de Rosalila no interior do Templo 16.